# هيروشي إيبوسوكي
هيروشي إيبوسوكي (باليابانية: 指宿 洋史) مواليد 27 فبراير 1991 في ناغاره ياما، تشيبا، اليابان، هو لاعب كرة قدم ياباني يلعب مع آلبيركس نيغاتا كمهاجم.

## مرحلة الشباب

### أندية لعب لها
- كاشيوا ريسول

## المسيرة الاحترافية

### أندية لعب لها
- نادي جيرونا
- نادي إشبيلية
- آلبيركس نيغاتا

## روابط خارجية
- هيروشي إيبوسوكي على موقع رابطة كرة القدم اليابانية للمحترفين (اليابانية)
- هيروشي إيبوسوكي على موقع قاعدة بيانات كرة القدم.إي يو (الإنجليزية)
- هيروشي إيبوسوكي على موقع Soccerway.com (الإنجليزية)
- هيروشي إيبوسوكي على موقع عالم كرة القدم.نت (الإنجليزية)